# Jonas Aaen Jørgensen
Jonas Aaen Jørgensen (20 de abril de 1986) es un ciclista danés que fue profesional entre 2006 y 2019.
Debutó como profesional en 2006 con el modesto equipo danés GLS. En 2010, pasó al profesionalismo de primer nivel al fichar por el equipo Saxo Bank, en el que permaneció hasta 2013. En 2014 fichó por el Riwal, donde permaneció hasta su retirada en 2019.

## Palmarés
2007
- 1 etapa del Gran Premio de Portugal
- 3.º en el Campeonato de Dinamarca en Ruta
- Gran Premio de la Villa de Zottegem

2008
- Antwerpse Havenpijl

2009
- 1 etapa del Ringerike G. P.
- 2 etapas del Tour de Eslovaquia

2011
- Gran Premio de Isbergues

2014
- Scandinavian Race

## Resultados en Grandes Vueltas
| Carrera | Carrera         | 2006 | 2007 | 2008 | 2009 | 2010 | 2011  | 2012  | 2013 | 2014 | 2015 | 2016 | 2017 | 2018 | 2019 |
| ------- | --------------- | ---- | ---- | ---- | ---- | ---- | ----- | ----- | ---- | ---- | ---- | ---- | ---- | ---- | ---- |
|         | Giro de Italia  | —    | —    | —    | —    | —    | —     | 141.º | —    | —    | —    | —    | —    | —    | —    |
|         | Tour de Francia | —    | —    | —    | —    | —    | —     | —     | —    | —    | —    | —    | —    | —    | —    |
|         | Vuelta a España | —    | —    | —    | —    | —    | 139.º | —     | —    | —    | —    | —    | —    | —    | —    |

—: no participa
Ab.: abandono

## Equipos
- GLS (2006-2008)
  - Team GLS (2006-2007)
  - GLS-Pakke Shop (2008)
- Capinordic (2009)
- Saxo Bank (2010-2013)
  - Team Saxo Bank (2010)
  - Saxo Bank Sungard (2011)
  - Team Saxo Bank (2012) (hasta junio)
  - Team Saxo Bank-Tinkoff Bank (2012)
  - Team Saxo-Tinkoff (2013)
- Riwal (2014-2019)
  - Riwal Cycling Team (2014)
  - Riwal Platform Cycling Team (2015-2017)
  - Riwal CeramicSpeed Cycling Team (2018)
  - Riwal Readynez Cycling Team (2019)